# Пёппель, Эрнст
Эрнст Пёппель (нем. Ernst Pöppel, 1940, Померания) — немецкий психолог и нейробиолог. Изучал психологию и зоологию в Инсбруке, Фрайбурге и Мюнхене. С 1968 — Dr. phil., кандидат наук в психологии; с 1974 — Dr. med. habil., доктор наук в физиологии восприятия; с 1976 — Dr. phil. habil., доктор наук в психологии; с 1976 — Prof., профессор медицинской психологии. С 1993 — ML, академик Леопольдины (Национальной Академии Наук Германии). С 2016 — иностранный член Российской академии образования.
Исследования восприятия времени, циркадианных ритмов (Институт Макса Планка по поведенческой физиологии) и нейропсихологии зрения (Институт Макса Планка по психиатрии, Массачусетский технологический институт, США). В 1973 совместно с Ричардом Хелдом и Дугласом Фростом описал феномен остаточного зрения, также известный как blindsight. Опубликовал около 400 статей, 25 книг и монографий. Под руководством проф. Пёппеля защищено около 250 кандидатских и 32 докторских диссертаций. Научные интересы в области восприятия времени, нейропластичности, нейроэстетики, хронобиологии, нейроанестезиологии, геронтологии, нейроэкономики. Помимо научной деятельности, Эрнст Пёппель активно участвует в построении научного и культурного диалога, а также международного сотрудничества (в особенности с Польшей, Китаем, Японией, Россией), следуя принципу «ученые — лучшие дипломаты».
В 1977 основал Институт медицинской психологии на медицинском факультете Мюнхенского университета, оставаясь его директором до 2008. С 1992 по 1997 член совета директоров Исследовательского центра Юлих. В 1997 совместно с Геральдом Нойвайлером основал междисциплинарный Центр гуманитарных наук Мюнхенского университета, став председателем научного совета.